# Ведуга
Ведуга (рос. Ведуга) — річка, що протікає по території Касторенського району Курської області й Семилуцького району Воронезької області, притока Дону.
Довжина 94 км. Площа басейну 1570 км².
Річка несудноплавна. Звивиста. Річка майже на всьому своєму протязі не ширше 10-15 метрів. Глибина не більше 3 метрів (у найглибших ямах). Дно місцями піщане, є пляжі, але в основному мулисте, за кілька років може повністю змінитися фарватер. Береги в основному у формі невеликих урвищ 1-3 метрів завглибшки. Під обривами річка заросла вільхою, вербою. Вгорі над обривами, сільськогосподарські поля. Уздовж річки багато болотистих низовин. Майже всі береги заселені. Селища тягнуться безперервним ланцюгом. У районі міста Семилуки Ведуга з різних сторін омиває село Ендовище. Так само омиває село Гремячий Колодязь. У річці водяться раки, минь, щука, верховодка, карась, плотва, головень; зрідка зустрічається минога, в місцевому варіанті звана «пескавою».
Місцеві селяни любить відпочивати на берегах. Роблячи в нижній течії широку петлю, річка зручна для байдаркового маршруту вихідного дня (що включає вихід у Дон): початок і кінець маршруту знаходиться біля однієї й тієї самої залізничної станції. Однак маршрут малопопулярний через малопривабливість сільськогосподарського ландшафту.
У річку впадають річки Вільшанка, Гнилуша, Крейдяний, Серебрянка, Гнилуша і Трещівка.
Впадає Ведуга в Дон в 20 км вище міста Семилуки.